# توماس وینسسینی
توماس وینسسینی (انگلیسی: Thomas Vincensini؛ زادهٔ ۱۲ سپتامبر ۱۹۹۳) بازیکن فوتبال اهل فرانسه است.
از باشگاه‌هایی که در آن بازی کرده‌است می‌توان به باشگاه فوتبال باستیا اشاره کرد.